# Ginnastica ai Giochi della X Olimpiade - Corpo libero maschile
La competizione del corpo libero maschile di Ginnastica artistica dei Giochi della X Olimpiade si è svolta al Memorial Coliseum di Los Angeles il giorno 8 agosto 1932.

## Risultati
| Pos.    | Atleta              | Nazione     | Punti |
| ------- | ------------------- | ----------- | ----- |
| Oro     | István Pelle        | Ungheria    | 28,8  |
| Argento | Georges Miez        | Svizzera    | 28,3  |
| Bronzo  | Mario Lertora       | Italia      | 27,7  |
| 4       | Frank Haubold       | Stati Uniti | 27,0  |
| 4       | Romeo Neri          | Italia      | 27,0  |
| 6       | Heikki Savolainen   | Finlandia   | 26,9  |
| 7       | Martti Uosikkinen   | Finlandia   | 26,4  |
| 7       | Al Jochim           | Stati Uniti | 26,4  |
| 9       | Einari Teräsvirta   | Finlandia   | 26,1  |
| 10      | Miklós Péter        | Ungheria    | 25,7  |
| 11      | Franco Tognini      | Italia      | 25,5  |
| 12      | Fred Meyer          | Stati Uniti | 25,3  |
| 12      | Oreste Capuzzo      | Italia      | 25,3  |
| 14      | Frank Cumiskey      | Stati Uniti | 24,8  |
| 15      | Toshihiko Sasano    | Giappone    | 24,7  |
| 16      | Michael Schuler     | Stati Uniti | 24,3  |
| 17      | Mauri Nyberg-Noroma | Finlandia   | 24,1  |
| 18      | József Hegedűs      | Ungheria    | 23,5  |
| 19      | Péter Boros         | Ungheria    | 23,0  |
| 20      | Ilmari Pakarinen    | Finlandia   | 22,6  |
| 21      | Takao Kondo         | Giappone    | 22,2  |
| 22      | Savino Guglielmetti | Italia      | 21,6  |
| 23      | Fujio Kakuta        | Giappone    | 20,6  |
| 24      | Shigeo Homma        | Giappone    | 20,5  |
| 25      | Yoshitaka Takeda    | Giappone    | 18,8  |